# 汤加驻华大使馆
汤加驻华大使馆，是汤加王国在中华人民共和国的最高外交代表机构。馆址位于中国北京市朝阳区建国门外外交公寓1-3-22。

## 历史
1998年11月2日，汤加政府与中华人民共和国建交。2005年5月18日，汤加驻华大使馆在北京正式开馆。